# Suscettività elettrica
In fisica, in particolare in elettromagnetismo e nella fisica dello stato solido, la suscettività elettrica di un materiale dielettrico è una misura di quanto questo si polarizza in risposta ad un campo elettrico. 

## Definizione
La suscettività elettrica {\displaystyle \chi } caratteristica del mezzo è definita come la costante di proporzionalità tra il campo elettrico {\displaystyle \mathbf {E} } ed il conseguente vettore di polarizzazione {\displaystyle \mathbf {P} }:
{\displaystyle \mathbf {P} =\varepsilon _{0}\chi \mathbf {E} }
dove {\displaystyle \,\varepsilon _{0}} è la permittività elettrica del vuoto. Si tratta di una grandezza rappresentata in generale da un tensore, che tuttavia può essere assunta costante nei dielettrici lineari, omogenei ed isotropi. Questo significa che in tal caso tra il dipolo elettrico indotto nel materiale ed il campo elettrico esterno sussiste una relazione lineare. 
I campi {\displaystyle \mathbf {E} } e {\displaystyle \mathbf {D} } sono in tal caso equivalenti a meno di un fattore di scala:
{\displaystyle \mathbf {D} \ =\ \varepsilon _{0}\mathbf {E} +\mathbf {P} \ =\ \varepsilon _{0}(1+\chi )\mathbf {E} \ =\ \varepsilon _{r}\varepsilon _{0}\mathbf {E} }
dove la grandezza {\displaystyle \varepsilon _{r}} è la permittività elettrica relativa. La suscettività è legata alla permittività relativa {\displaystyle \varepsilon _{r}} attraverso la relazione:
{\displaystyle \chi \ =\varepsilon _{r}-1}
(che nel vuoto diventa {\displaystyle \chi \ =0}), ed è legata alla polarizzabilità delle singole particelle attraverso l'equazione di Clausius-Mossotti.

## Dispersione e causalità
La polarizzazione di un materiale in risposta ad un campo elettrico non è istantanea, e pertanto la definizione più generale del vettore di polarizzazione come funzione dipendente dal tempo è la seguente:
{\displaystyle \mathbf {P} (t)=\varepsilon _{0}\int _{-\infty }^{t}\chi (t-t')\mathbf {E} (t')\,dt'}
In altri termini, la polarizzazione è la convoluzione del campo elettrico a tempi precedenti con la suscettività dipendente dal tempo {\displaystyle \chi (\Delta t)}. Il limite superiore di tale integrale può essere esteso all'infinito definendo:
{\displaystyle \chi (\Delta t)=0\qquad \Delta t<0}
Il principio di causalità viene pertanto rispettato, dal momento che la polarizzazione dipende dal campo soltanto a tempi precedenti, e questo fatto impone le relazioni di Kramers-Kronig per la funzione {\displaystyle \chi (0)}.
Una risposta istantanea corrisponde matematicamente alla delta di Dirac:
{\displaystyle \chi (\Delta t)=\chi \delta (\Delta t)}
In un sistema lineare è conveniente considerare la trasformata di Fourier e scrivere la precedente relazione nel dominio della frequenza, nel quale per il teorema di convoluzione il prodotto di convoluzione di due funzioni viene espresso con il prodotto semplice delle rispettive trasformate:
{\displaystyle \mathbf {P} (\omega )=\varepsilon _{0}\chi (\omega )\mathbf {E} (\omega )}
La dipendenza dalla frequenza della suscettività determina la dipendenza dalla frequenza della permittività, e l'andamento della suscettività rispetto alla frequenza caratterizza le proprietà dispersive del materiale.